# Santiago-rend

A Santiago-rend (spanyolul: Orden Militar de Santiago) spanyol egyházi lovagrend. 1151-ben alakult a Leóni Királyságban. Nem teljesen ismert, miként jött létre és kik voltak az első tagjai. A legelterjedtebb nézet szerint 12 lovag alapította Leónban, II. Ferdinánd király uralkodása alatt, kicsapongó életük ellensúlyozására, a mórok elleni harcra, Extremadura határainak és a zarándokok védelmére, akik Galiciában Santiago sírjához járultak. Ezért egységes kongregációt és szabályokat hoztak létre maguknak. Eredetileg Cáceres lovagjainak (Caballeros de Cáceres) hívták magukat. A kongregáció új birtokok vásárlása útján virágzásnak indult és Uclés nevű központjuk csaknem püspöki állást élvezett, élén prior-provisorral.
VIII. Alfonz, Kasztília királya az Uclés fölötti hatalmat a rend alapítójának Pedro Fernández de Fuentencaladanak engedte át, a határ védelmének feladatával. Pedro Arias mester 1212-ben a Las Navas de Tolosa-i csatában esett el. VIII. Alfonz halála után lázadás tört ki a renden belül, de 1233-ban már részt vettek a Jerez de la Frontera-i csatában, majd három évvel később Ubeda és Córdoba elfoglalásában. Pérez de Pelayo Correa mester még nagyobb tekintélyt szerzett a rendnek, amikor III. Fernando király oldalán részt vett Sevilla elfoglalásában. A vár falára először a rend pápa által megáldott zászlóját tűzték ki. 1494-ben a Calatrava- és az Alcántara-renddel együtt királyi hatalom alá vonták
A rend szabályzatát megerősítő bulla szerint, melyet III. Sándor pápa 1175-ben adott ki, 13 szerzetest a rend mestere hagyott jóvá. A rendnek 13 lovag volt tagja, akiket a mester nevezett ki. Uclés és San Marcos perjelei után ők voltak a rend fő tisztviselői. Egyes történészek szerint ez a 13 lovag azokra megy vissza, akik eredetileg a rendet alkották. A 13. tisztségviselő méltósága idővel megszűnt, míg azt X. Pius pápa 1906. június 8-i bullája vissza nem állította.
A rendi tagságért folyamodóknak négy nemesi őst kellett igazolniuk a felvételhez a címerek bemutatásával együtt. Feltétel, hogy a nagyszülőkig visszamenőleg senki nem foglalkozhatott kereskedelemmel, iparral, kézművességgel. Nem lehettek zsidók, muszlimok, pogányok, nem-katolikusok, parasztok, ügyvédek, adóbérlők, közjegyzők, hivatalnokok, ahol kezük munkájából éltek, sem a becsületüket elvesztettek.